# Pic-nic (álbum)
Pic-Nic es un álbum recopilatorio de Charly García editado en 1980 por la discográfica Music-Hall como una manera de capitalizar el éxito de Serú Girán, que ese mismo año editaba Bicicleta a través de su propio sello SG. Este disco se editó en CD en tirada reducida en 1994, pero aun así ofrece una linda selección de temas, que se agrupan en la participación de Charly en todos los temas. Para la tapa usaron una foto de una vieja sesión bastante excéntrica que estaba cajoneada (y que inspiró en definitiva el título del álbum) y reúne temas de los discos Serú Girán y La grasa de las capitales junto con dos temas del disco doble en vivo Música del alma que también se editó en 1980.

## Lista de canciones
1. Perro Andaluz
2. El Fantasma De Canterville
3. Noche De Perros
4. Autos, Jets, Aviones, Barcos
5. El Mendigo En El Andén
6. Viernes 3 Am
7. Seminare
8. Música Del Alma
9. La Grasa De Las Capitales

- Todas las canciones pertenecen a Charly García.

- Datos: Q6074849